# آیشلبرگ
آیشلبرگ (به آلمانی: Aichelberg) یک بخش در آلمان است که در بادن-وورتمبرگ واقع شده‌است.

## خصوصیات
آیشلبرگ ۴٫۰۱ کیلومترمربع مساحت دارد ۴۸۲ متر بالاتر از سطح دریا واقع شده‌است.